# La Suisse Assurances
La Suisse Assurances était la deuxième plus ancienne compagnie d'assurances de Suisse, fondée en 1858 à Lausanne. Elle fut un acteur important du tissu économique et social de Suisse romande. Début 2005, son actionnaire unique, Swiss Life, a annoncé sa disparition pour des raisons stratégiques. Démantelée, elle a disparu du marché helvétique et a été mise en liquidation jusqu'en 2007.

## Historique
L'acte de fondation de La Suisse, Société d'assurances sur la vie (la marque commerciale « La Suisse » Assurances date des années 1980) a été passé devant notaire le 18 septembre 1858. Les fondateurs de la compagnie étaient des personnalités de Suisse romande réunies par William Rey, mathématicien et partisan de la nouvelle science actuarielle : Henri Richard, administrateur de la Banque cantonale vaudoise ; Samson Boiceau ; François Guisan, avocat et professeur de droit ; Eugène Doxat, administrateur de l'Ouest-Suisse; Emile Bory-Hollard, président du conseil d'administration du Jura-Simplon. Le 10 décembre 1858, la société est définitivement constituée avec la souscription du capital propre de 1.2 million de francs suisses. William Rey est nommé directeur.
La première police d'assurance est émise le 31 mars 1859. Très rapidement, des agences furent créées sur tout le territoire helvétique. En 1862, le portefeuille comptait 849 polices représentant un capital de 4 millions, qui passa à 22 millions en 1876. À cette époque, «La Suisse» put compter sur les services de l'économiste Léon Walras, alors professeur à l'université de Lausanne.
Dès 1868, « La Suisse » développa ses affaires à l'étranger : en Belgique et en Allemagne. L'expérience berlinoise ne fut pourtant pas concluante et elle y mit fin en 1876. Par la suite, de nouvelles succursales furent ouvertes à Paris, Salonique et Constantinople. Ces portefeuilles étrangers furent toutefois revendus au début de la Première Guerre mondiale.
Initialement active dans le domaine de l'assurance vie, « La Suisse » étendit ses prestations à toute la branche accidents et responsabilité civile dès 1906. En 1940, une société indépendante fut constituée pour gérer ces assurances non vie : La Suisse, Société d'assurances contre les accidents. Cette compagnie reste propriété exclusive de «La Suisse» Vie.
Durant l'entre-deux-guerres, « La Suisse » se consacra exclusivement au développement de ses affaires sur le territoire helvétique. Elle acheta aussi de nombreux portefeuilles suisses détenus par des compagnies étrangères : Société le Soleil de Paris et Equitable Life de New York (1919), Générale-Vie de Paris, Manheim Accidents et Eagle Star and British Dominions de Londres (1923), Union Life de Londres (1924), Gotha et General Life de Londres (1925), Norwich Union Life (1934).
Après la Seconde Guerre mondiale, « La Suisse » ajouta à son éventail de produits l'assurance maladie et reprit son extension à l'étranger en créant la Compagnie belgo-suisse d'assurances sur la vie à Bruxelles (1952), la Suiza en Espagne (1954) et installa une représentation en Italie (1955). «La Suisse» transféra en 1956 son siège social dans le nouvel immeuble spécialement construit à Lausanne (avenue de Rumine 13) qu'elle occupa jusqu'à nos jours, le rénovant entièrement en 2002. Lors de son centième anniversaire en 1958, la compagnie gérait 683 millions de capitaux assurés. En 1960, elle participa à la création de la Switzerland Life Insurance à Melbourne. Puis en 1964, elle étendit ses activités aux assurances-vie sur le marché espagnol et, en 1969, elle s'engagea sur le marché français.
En 1978, elle ajouta à ses produits les assurances élémentaires - incendie, vol, dégâts d'eau et bris de glaces - devenant un assureur multi branche.
Durant l'été 1988, « La Suisse » fut au centre d'importantes manœuvres spéculatives. Une première OPA lancée par un homme d'affaires suisse établi en Espagne fut rapidement suivie par une contre-OPA inamicale du financier tessinois Tito Tettamanti. Mais le capital de «La Suisse» fut finalement repris par un cavalier blanc : Swiss Life, le plus grand assureur vie du pays. Suivit alors une longue période d'autonomie et de croissance au sein du puissant groupe, essentiellement marquée par les désengagements à l'étranger en faveur de la maison mère au cours des années 90 et la concentration des activités sur le marché helvétique.
Bien que « La Suisse » fût une entreprise économiquement rentable au sein du groupe, Swiss Life décida au début 2005 de la démanteler pour des raisons de stratégie propre. Les activités vie furent ainsi intégrées à Swiss Life, le domaine des assurances de biens et autos vendu à la Vaudoise Assurances et le secteur Maladie à Helsana. Fin 2004, «La Suisse» occupait près de 1 000 collaborateurs et avait 6 milliards d'actifs sous gestion pour environ 1 milliard de chiffre d'affaires. Son inscription au registre du commerce suisse a été radiée le 29 novembre 2005 (société Vie) et le 9 décembre 2005 (société Accidents).